# Club Deportivo Juventud Unida
O Club Deportivo Juventud Unida é um clube da cidade de Gualeguaychú, na província de Entre Ríos, na  Argentina. No futebol, atua na Primera B Nacional, a segunda divisão do futebol argentino. Outros esportes do clube são o basquete, com uma equipe sênior competindo na Liga Provincial de Entre Rios e o tênis.